# Shayne Graham
Michael Shayne Graham (* 9. Dezember 1977 in Radford, Virginia, Vereinigte Staaten) ist ein ehemaliger American-Football-Spieler auf der Position des Kickers. Er spielte von 2001 bis 2015 für mehrere Teams in der National Football League (NFL), unter anderem sieben Jahre lang für die Cincinnati Bengals.

## Frühe Jahre
Graham besuchte die High School in Dublin, Virginia. Bereits hier ließ er sein Talent beim auf der Position des Kickers erkennen. Hiernach ging er auf das Virginia Tech College. Unter anderem schaffte er es hier 56 von 57 Field Goals in einer Saison zu schießen. Er verließ das College mit den meist erzielten Punkten für diese Schule überhaupt.

## Profikarriere
Graham spielte im Jahr 2000 für Richmond Speed Arena Football in der Minor League. Hier sollte er Erfahrung für die Tennessee Titans sammeln. Auf Grund von schlechten Leistungen wurde allerdings nie ein Vertrag der Titans aufgesetzt. Seine erste Station in der NFL waren die New Orleans Saints, wo er in der Preseason seinen ersten Extra-Point-Versuch vollendete. Darauffolgende Stationen waren Seattle Seahawks (2×), Buffalo Bills und Carolina Panthers, ehe er im September 2003 zu den Cincinnati Bengals ging. Hier bestritt er seine sportlich stärksten Jahre und wurde im Jahr 2005 in den Pro Bowl gewählt. Am 9. Januar 2010 bestritt er mit den Cincinnati Bengals eine Wildcard-Partie gegen die New York Jets in der ihm zwei Field Goal-Versuche missglückten und die Bengals ausschieden. Daraufhin wurde sein Vertrag nicht verlängert. Die nächsten Stationen von Graham waren Baltimore Ravens, New York Giants, New England Patriots, Washington Redskins, Dallas Cowboys, Miami Dolphins, erneut Baltimore Ravens, Houston Texans, Cleveland Browns, Pittsburgh Steelers und erneut die New Orleans Saints. Für die meisten Vereine war er nur im Practice Squad oder in der Offseason, das heißt außerhalb der Saison aktiv. Im November 2015 unterschrieb er bei den Atlanta Falcons einen Vertrag bis zum Saisonende und diente als Ersatz für den verletzten Matt Bryant. Am 20. August 2016 unterzeichnete Graham erneut einen Vertrag bei den Falcons, am 3. September 2016 wurde er jedoch schon wieder entlassen, nachdem er ein Field Goal im Presseason-Spiel gegen die Jacksonville Jaguars verschoss.

## Trainerkarriere
Nach dem Ende seiner Spielerkarriere schloss sich Graham 2017 als Special Teams Coordinator der Central Michigan University an. In den beiden Jahren darauf diente er als Berater der Special Teams für die Michigan State University, bevor die University of Florida ihn 2020 als Special Teams Quality Control Coach unter Vertrag nahm.